# Esmeralda (film fra 1922)
 For alternative betydninger, se Esmeralda. (Se også artikler, som begynder med Esmeralda)
Esmeralda er en britisk stumfilm fra 1922 af Edwin J. Collins.

## Medvirkende
- Sybil Thorndike som Esmeralda
- Booth Conway som Quasimodo
- Annesley Healy som Claude Frollo
- Arthur Kingsley som Captain Phoebus